# Laevinesta atlantica
Laevinesta atlantica là một loài ốc biển, là động vật thân mềm chân bụng sống ở biển thuộc họ Fissurellidae.